# Dolmen de Ribes Rojes
Le dolmen de Ribes Rojes est un dolmen situé à Taulis, dans le département français des Pyrénées-Orientales.

## Historique
Le dolmen était connu localement mais il n'a été signalé qu'en 1995. Il a été fouillé par Françoise Claustre et Richard Donat en 1996-1997.

## Description
Le dolmen a été édifié sur une crête, à 840 m d'altitude, dominant le ravin de Barbaste. Il s'agit d'un dolmen simple s'apparentant à un coffre mégalithique constitué de quatre orthostates, délimitant une chambre de forme légèrement rectangulaire de 1,30 m sur 1,10 m. La plus grande dalle côté nord-est mesure 2,10 m. Un fragment de la dalle de couverture a été retrouvé à l'intérieur de la chambre. Il est entouré d'un tumulus de forme circulaire (environ 6,50 m de diamètre) globalement très endommagé et arasé mais qui a conservé dans sa partie nord-nord-ouest un péristalithe constitué de gros blocs. Tous les blocs de pierre utilisés sont en schiste et gneiss,.

## Mobilier archéologique
La fouille n'a livré aucun matériel archéologique préhistorique hormis une lame en silex découverte lors du dégagement du tumulus. Sa construction est datée à l'Âge du cuivre.